# جوناثان ليفيت (سياسي)
جوناثان ليفيت هو قاضي ومحامي وسياسي أمريكي، ولد في 1764، وتوفي في 1830. انتخب عضو مجلس ولاية ماساتشوستس ‏.